# Rádio ZigZag
A Rádio ZigZag é uma web rádio feita para crianças, dos 5 aos 9 anos de idade, do grupo RTP.  A programação contempla múltiplas rubricas de entretenimento/pedagógicas dirigidas especialmente ao alvo etário  5 – 9 , dando sempre atenção aos conteúdos programáticos do ensino básico.
Vai ser “a rádio do banco de trás“, porque é dirigida a “um público extremamente exigente e que vai normalmente no banco de trás excluído, à frente do seu tempo“ - Rui Pêgo.